# Nazeris franzi
Nazeris franzi  (лат.) — вид коротконадкрылых жуков рода Nazeris из подсемейства Paederinae (Staphylinidae). Гималаи.

## Распространение
Южная Азия, Гималаи: Непал (Zentral-Nepal; Bagmati, Mulkharka, Thare Pati).

## Описание
Мелкого размера коротконадкрылые жуки, в основном чёрного цвета (усики и ноги желтоватые). Длина тела от 6,7 до 8,0 мм. От близкого вида Nazeris elegans отличается строением 8-го стернита самца и его гениталий. Усики прикрепляются у переднего края головы. Тарзальная формула (число члеников лапок): 5-5-5. Метакоксы задних ног узкие, треугольные.

## Систематика
Вид был впервые описан в 1975 году французским энтомологом и спелеологом Анри Койфэ (Henri Coiffait; 1907—1989), валидный статус таксона подтверждён в 2014 году в ходе ревизии немецким колеоптерологом Волкером Ассингом (Dr. Volker Assing, Ганновер, Германия). Видовой эпитет дан в честь сборщика типовой серии профессора Х. Франца (H. Franz).